# Theta Indi
Theta Indi (θ Indi, förkortat Theta  Ind, θ Ind) som är stjärnans Bayerbeteckning, är en dubbelstjärna  belägen i den mellersta delen av stjärnbilden Indianen. Den har en skenbar magnitud på 4,40 och är synlig för blotta ögat där ljusföroreningar ej förekommer. Baserat på parallaxmätning inom Hipparcosuppdraget på ca 33,0 mas, beräknas den befinna sig på ett avstånd på ca 99 ljusår (ca 30 parsek) från solen.

## Egenskaper
PrimärstjärnanTheta Indi A är en stjärna i huvudserien av spektralklass A5 IV-V. Den har en massa som är ca 1,8 gånger större än solens massa, en radie som är ca 1,6 gånger större än solens och utsänder från dess fotosfär ca 13 gånger mera energi än solen vid en effektiv temperatur på ca 8 330 K.
Följeslagaren Theta Indi B, separerad från primärstjärnan med 6,71 bågsekunder, har spektralklass G0 V (gul stjärna i huvudserien) och en skenbar magnitud på 7,18. De senaste observationerna (2014) tyder på att primärstjärnan själv är en dubbelstjärna med komponenterna Aa och Ab, som kretsar kring varandra separerade med 0,0617 bågsekunder och en uppskattad omloppsperiod på ca 1,3 år.